# Denappelvissen
Denappelvissen (Monocentridae) zijn een familie van straalvinnige vissen uit de orde van Slijmkopvissen (Beryciformes).

## Geslachten
- Cleidopus De Vis, 1882
- Monocentris Bloch & Schneider, 1801